# Dolomedes mendigoetmopasi
Dolomedes mendigoetmopasi là một loài nhện trong họ Pisauridae.
Loài này thuộc chi Dolomedes. Dolomedes mendigoetmopasi được Alberto Barrion miêu tả năm 1995.